# Birdland
Birdland és el cinquè àlbum d'estudi de The Yardbirds, editat l'any 2003. Aquest disc va veure la llum a 36 anys des del seu treball anterior: Little Games, i va ser llançat pel petit segell Favored Nations, fundat per Steve Vai.
L'àlbum consta d'algunes velles cançons re-enregistarades, més altres noves, i va ser dedicat per Jim McCarty i Chris Dreja als seus excompanys de banda en els anys 60, i a la memòria del cantant original del grup Keith Relf, mort en 1976. Aquest treball inclou la participació d'artistes com Jeff Beck, Brian May, Slash, Joe Satriani o el mateix Steve Vai com convidats especials.

## Llista de cançons
1. I'm Not Talking – 2:44
2. Crying Out for Love – 4:36 *
3. The Nazz Are Blue (amb Jeff Baxter) – 3:15
4. For Your Love (amb Johnny Rneznik) – 3:20
5. Please Don't Tell Me 'Bout the News – 4:00 *
6. Train Kept a-Rollin' (amb Joe Satriani) – 3:38
7. Mr. Saboteur – 4:55 *
8. Shape of Things (amb Steve Vai) – 2:38
9. My Blind Life (amb Jeff Beck) – 3:33 *
10. Over, Under, Sideways, Down (amb Slash) – 3:16
11. You're a Better Man Than I (amb Brian May) – 3:22
12. Mystery of Being – 4:08 *
13. Dream Within a Dream – 4:44 *
14. Happenings Ten Years Time Ago (amb Steve Lukather) – 3:22
15. An Original Man (A Song for Keith) – 5:20 *

## Membres de The Yardbirds
- Jim McCarty - bateria
- Chris Dreja - guitarra
- Gypie Maig - guitarra
- John Idan - veu, baix
- Alan Glen - harmònica